# Miyoshi (Hiroszima)
Miyoshi (jap. 三次市 Miyoshi-shi) – miasto w Japonii, w prefekturze Hiroszima. Leży na wyspie Honsiu, w regionie Chūgoku.

## Położenie
Miasto leży w północnej części prefektury graniczy z miastami:
- Fuchū
- Higashi-Hiroshima
- Akitakata
- Shōbara

## Historia
Prawa miejskie 31 marca 1954 r. 
W dniu 1 kwietnia 2004 r. przyłączono do miasta następujące miasteczka: Kisa, Mirasaka, Miwa i Kōnu oraz wsie: Funo, Kimita i Sakugi.